# John Davison Rockefeller III
Pour les autres membres de la famille, voir Famille Rockefeller.
John Davison Rockefeller III, né le 21 mars 1906 à New York et mort le 10 juillet 1978 à Pocantico Hills, est un philanthrope, membre de la troisième génération de la famille Rockefeller. Il est le fils ainé de John Davison Rockefeller Junior et de Abby Greene Aldrich, et le petit-fils de John Davison Rockefeller.

## Biographie
Après des études primaires à New York et au Loomis Institute dans le Connecticut, il rejoint l'université de Princeton d'où il sort diplômé en économie en 1929. Intéressé par les relations internationales, il s'engage dans l'Institut des relations du Pacifique.
Le 11 novembre 1932, il épouse Blanchette Ferry Hooker qui lui donnera un fils (Jay Rockefeller, qui deviendra gouverneur puis sénateur de Virginie-Occidentale) et trois filles (Sandra, Hope et Alida Rockefeller).
John Davison Rockefeller III est particulièrement connu pour sa direction de plus de 20 conseils d'administration, la plupart dans des entreprises familiales, parmi lesquelles :
- L'université Rockefeller
- Colonial Williamsburg
- Riverside Church
- International House of New York
- General Education Board (qui devient ensuite l´International Education Board
- China Medical Board
- Bureau of Social Hygiene
- Industrial Relations Counselors

Il a également fait partie du Council on Foreign Relations, du conseil d'administration de l´université de Princeton. À la fin des années 1950, il accompagne le secrétaire d´État John Foster Dulles au Japon pour y conclure le traité de paix entre les deux pays.